# Dhoraji
Dhoraji là một thành phố và khu đô thị của quận Rajkot thuộc bang Gujarat, Ấn Độ.

## Địa lý
Dhoraji có vị trí 21°44′B 70°27′Đ / 21,73°B 70,45°Đ Nó có độ cao trung bình là 73 mét (239 feet).

## Nhân khẩu
Theo điều tra dân số năm 2001 của Ấn Độ, Dhoraji có dân số 80.807 người. Phái nam chiếm 51% tổng số dân và phái nữ chiếm 49%. Dhoraji có tỷ lệ 71% biết đọc biết viết, cao hơn tỷ lệ trung bình toàn quốc là 59,5%: tỷ lệ cho phái nam là 78%, và tỷ lệ cho phái nữ là 65%. Tại Dhoraji, 11% dân số nhỏ hơn 6 tuổi.